# Eben-Ezer-Kirche (Hamburg-Hoheluft-Ost)

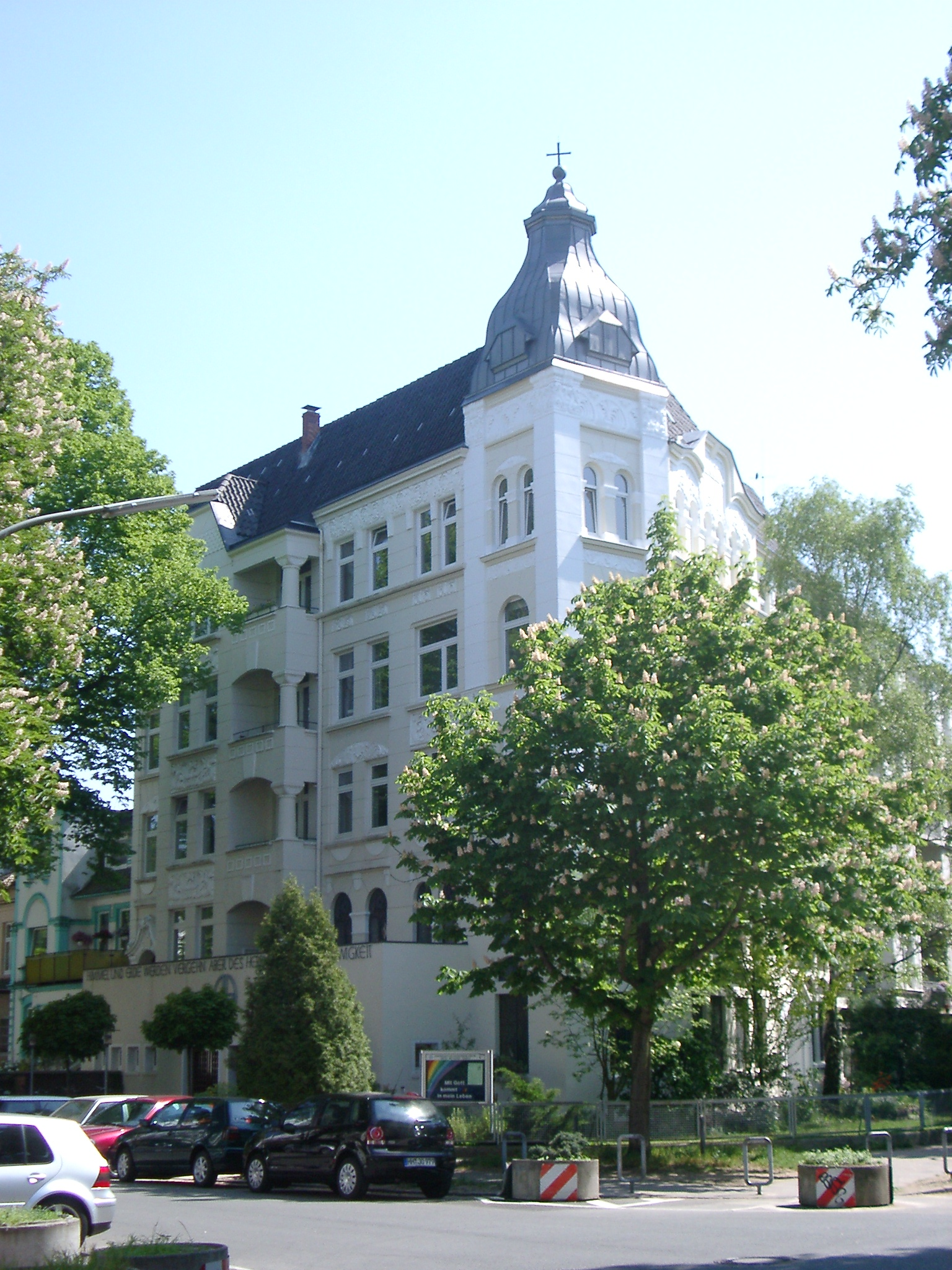
Eben-Ezer-Kirche im Juli 2007

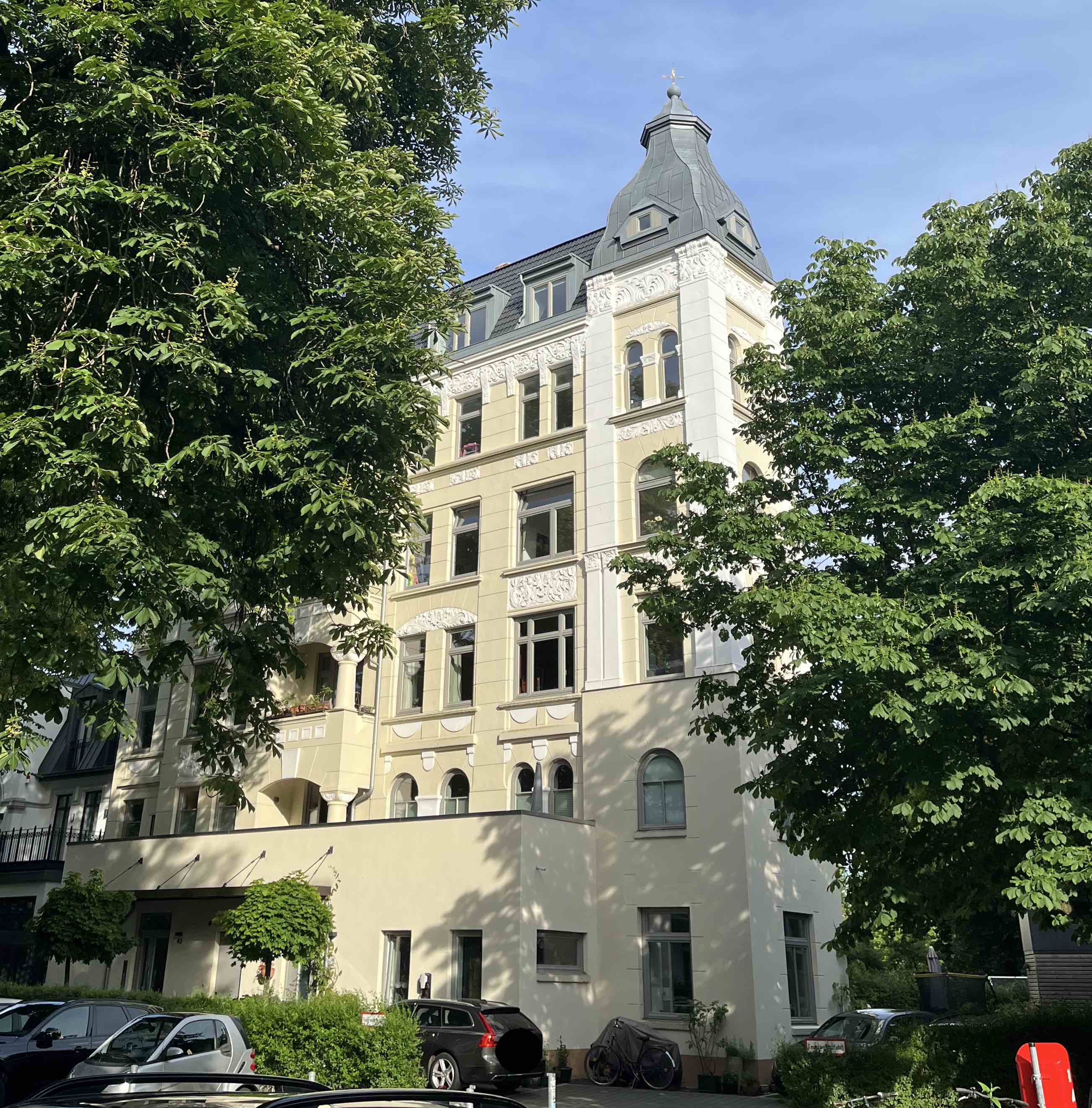
Gebäude Abendrothsweg 43, im Juni 2022

Die Eben-Ezer-Kirche war ein evangelisch-methodistisches Gotteshaus in Hamburg-Hoheluft-Ost. Sie befand sich am Abendrothsweg 43, Ecke Löwenstraße.
1907 wurde das Kirchengebäude fertiggestellt.

## Name
Der Name „Eben-Ezer“ der Kirche bezieht sich auf das biblische erste Samuelbuch, Kapitel 7, Vers 12 ((1 Sam 7,12 )).
Nachdem Gott mit Donner Feinde Israels verjagt hatte, stellte Samuel einen Stein auf und sagte: „Bis hierher hat uns der Herr geholfen“. Deshalb nannte er den Stein Eben-Eser (hebräisch: Stein der Hilfe). Es begann eine Zeit des Friedens.

## Gebäude

### Bau
Unter dem Prediger Bernhard Schröder (von 1902 bis 1910 auf dem Bezirk) wurde dann der Bau des Kirchengebäudes durchgeführt. 1906 begann der Bau eines Eckhauses auf dem Grundstück Abendrothsweg 43 mit integrierter Kirche.
Der in Deutschland aufsichtsführende US-amerikanische Bischof William Burt wünschte den Bau einer Kapelle, doch das war der Gemeinde zu teuer. Sie setzte sich mit dem Wunsch nach dem Bau in den Häuserzeilen durch.
Die Kombination mit einem Wohnhaus diente u. a. dem Zweck, dem Pastor eine Dienstwohnung zur Verfügung zu stellen und mit der Vermietung der anderen Wohnungen die Finanzierung und Unterhaltung des Gebäudes abzusichern.
Zwei Grundstücke wurden für etwa 40.000 Mark gekauft, die Baukosten betrugen 111.500 Mark.
Der Bau wurde größtenteils durch Darlehen und Spenden finanziert. Im Gläubigerverzeichnis waren Darlehen aus ganz Deutschland von 2,50 bis 3.500 Mark verzeichnet, zu einem Zinssatz von 0 % bis 7 %. Außerdem erhielten die Deutschen von der US-amerikanischen methodistischen Missionsbehörde über Bischof Burt 3.000 $ Zuschuss.
Der Kirchenbau wurde am 7. August 1907 fertiggestellt. Die Einweihung war am Sonntag, dem 11. August durch Bischof William Burt.
1917 wurde das freie Grundstück (Nr. 41) wieder verkauft. Amerika war in den Ersten Weltkrieg gegen Deutschland eingetreten, und die Zahlungen der amerikanischen Missionsbehörde als Zuschüsse insbesondere für Pastorengehälter blieben aus. Die Kirche brauchte das Geld aus dem Verkauf.
Mit der Inflation nach dem Ersten Weltkrieg waren die Belastungen durch Baudarlehen für die Kirche gegenstandslos.

### Umbau
Von 1939 bis 1956 leitete Karl Wilhelm Schneck die Gemeinde. In seine Dienstzeit fällt der größte Umbau des Kirchsaales.
Der Kirchsaal bekam 1951/52 Bleiglasfenster, teilweise Buntglasfenster und mit christlichen Symbolen. 1954 wurden die Umbaumaßnahmen insbesondere im Eingangsbereich und mit Abendmahlstisch und Kanzel abgeschlossen. Der Abendmahlstisch wurde gemauert, die Kanzel wurde sehr hoch gesetzt, um auch die Gottesdienstbesucher auf der Empore zu erreichen. Über dem Hauptportal wurde ein Vorbau mit einem Balkon gesetzt. Die Kanzel und der Abendmahlstisch waren für einen zweiten Bauabschnitt vorgesehen, doch sie wurden von dem Bauunternehmer, einem Gemeindeglied, gleich mit gebaut und gestiftet.
Nach dem Umbau wurde die Kirche am 17. Januar 1954 um 10 Uhr in einem Weihegottesdienst aufs Neue geweiht. Die Predigt hielt der Bischof Friedrich Wunderlich.  Um 14 Uhr war die Sonntagsschul-Feier, um 17 Uhr die Festversammlung und um 20 Uhr der Abend der Jugend.
Die Umbaukosten betrugen etwa DM 100.000,--, die Kosten der Bleiglasfenster DM 60.000,--.
1978 wurde die Außenfassade renoviert und neu bemalt, sodass die Ornamente sich deutlich von der restlichen Wand absetzten.

### Äußeres Erscheinungsbild der Eben-Ezer-Kirche
Nach zeitgenössischen Berichten ist die Kirche in romanisch-germanischem Stil ausgeführt (Der Evangelist 1907, methodistische Kirchenzeitung).
Von außen zeigt der Bau wenig vom Bild einer traditionellen Kirche. Es gibt keinen charakteristischen Kirchturm mit Geläut, sondern nur eine Spitze, in die keine Glocken eingebaut wurden. Die Methodisten zählten damals zu den Sekten. Sie hatten noch nicht den Status einer Körperschaft des öffentlichen Rechts. Religionsfreiheit bestand im lutherischen Hamburg seinerzeit nicht im heute bekannten Maße.
Von außen ist kein Kirchenschiff erkennbar, da die Kirche in ein Wohnhaus integriert ist. Um das Gebäude läuft zur Straßenseite ein kleiner Garten. An die Ecke Löwenstraße/Abendrothsweg wurde am 3. Oktober 1990 mit der methodistischen Gemeinde aus Schwerin zur Erinnerung an die staatliche und damit auch absehbare kirchliche Wiedervereinigung eine Eberesche gepflanzt.
Am Eingang ist ein kleiner Vorplatz. Das Haus gleicht mit der Fassade anderer um die Jahrhundertwende gebauter Häuser. Die Schuhkarton-Architektur des Eingangs erscheint heute allerdings als eine Bausünde der 1950er Jahre. Sie wurde seinerzeit durch das Verbot der Baupolizei, den Kasten über die ganze Front zum Abendrothsweg zu ziehen, etwas abgemildert. Ein Schriftzug mit dem Namen Eben-Ezer und das Zeichen der Evangelisch-methodistischen Kirche war hier angebracht.

### Innenausstattung
Das innen gelegene Kirchenschiff erstreckt sich über zwei Stockwerke des Hauses. Direkt gegenüber dem Haupteingang liegt der Abendmahlstisch und dahinter die hohen Kanzel. Davor befinden sich Bank- und Stuhlreihen, die etwa 200 Menschen Platz bieten. Die im zweiten Stock gelegene Empore umgibt das Kirchenschiff von drei Seiten. Hier liegt auch abgeteilt eine kleine Küche. In dem Anbau vor dem Gebäude sind auf der einen Seite die Sakristei und auf der anderen Toiletten untergebracht.

#### Buß- und Betbänke
Die robuste Bestuhlung mit methodistischen Buß- und Betbänken hat zumeist mehr als 100 Jahre und verschiedene Konzepte des Gemeindelebens überdauert. Geliefert wurde sie von der Bauschreinerei von Bruder Carl Gans in Cassel, wie die Chronik berichtet.

#### Orgel und Klavier

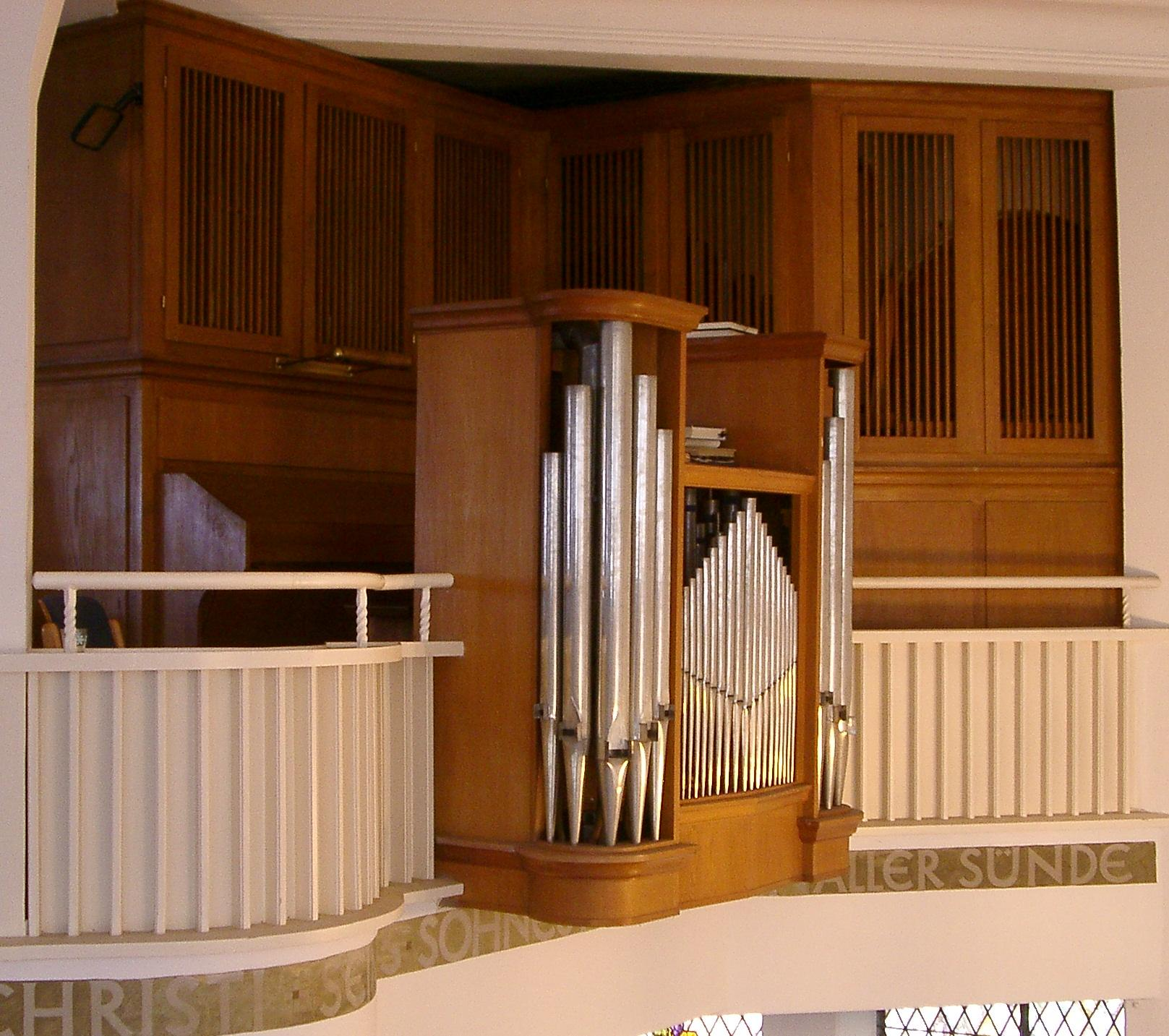
Die Orgel im April 2008

Am 15. Januar 1961 wurde die Orgel im Gottesdienst geweiht. Sie ersetzte das große Kirchenharmonium das zuvor auf der gegenüber liegenden Seite der Empore stand. Die Orgel wurde von der Firma Führer aus Wilhelmshaven gebaut. Die Disposition erstellte Eckehard Schneck.
Das Instrument hat 16 Register (Stimmen), verteilt auf zwei Manuale und Pedal (Hauptwerk und Rückpositiv), dazu drei Normalkoppeln und einen Tremulanten.
In der Orgel sind 1036 Pfeifen untergebracht. Sie gilt als sehr gut abgestimmt auf die Größe und Akustik des Kirchenraumes.
Neben der Orgel ist auch ein Klavier (Schimmel) in der Kirche.
Eines der Instrumente ist in fast jedem Gottesdienst zu hören. Sie werden von ehrenamtlichen Musikern gespielt.

## Organisation
Die Gemeinde der Eben-Ezer-Kirche heißt Gemeinde Hamburg-Eppendorf. Sie ist ein Teil des methodistischen Kirchenbezirkes Hamburg-Nord.
Der Kirchenbezirk gehört zur Norddeutschen Jährlichen Konferenz im Distrikt Hamburg der Evangelisch-methodistischen Kirche in Deutschland.
Die methodistische Gemeinde Hamburg-Eppendorf erhielt 1897 vom US-amerikanischen Bischof Godwell oder Daniel Ayres Goodsell den Status eines selbständigen Kirchenbezirkes der Bischöflichen Methodistenkirche.
Über 100 Jahre bildeten die Schwestern des Diakonie-Werkes Bethanien mit anderen Christen eine Gemeinde.
Seit 2006 ist der Bezirk in zwei Gemeinden aufgeteilt, in die Gemeinde der Eben-Ezer-Kirche Gemeinde Hamburg-Eppendorf und in die Gemeinde Schwesternheim Bethanien des Diakoniewerkes Bethanien Hamburg. Dies steht im Zusammenhang mit der Übertragung des Geschäftsbetriebs auf die Krankenhauskette der Agaplesion AG.
Seit 2015 trifft sich die Bethanien-Gemeinde in den Kirchenräumen der Bethanien-Höfe. Die Gemeinde ist ein Zusammenschluss aus der ehemaligen Gemeinde der Eben-Ezer-Kirche im Abendrothsweg und der Christuskirche in der Röntgenstrasse sowie der Diakonissen-Schwesternschaft Bethanien.

## Gemeindeentwicklung
Von 1897 bis 1903 diente der methodistischen Gemeinde ein Predigtsaal am Eppendorfer Baum Nr. 8 als Versammlungsort. Am 11. Juni 1897 wurde er eingeweiht.
1903 wurde der Predigtsaal teilweise durch ein Feuer zerstört, das in der Tischlerei darunter ausgebrochen war.
Während der Renovation gewährte das methodistische Schwesternheim des Krankenhauses Bethanien Gastrecht.
1899 zählte die Gemeinde 135 Mitglieder und 25 Probemitglieder.
Bis zum Ersten Weltkrieg wurde die Gemeinde ständig größer. Dabei waren es überwiegend Frauen in der Gemeinde. 1914 wurden elf männliche Gemeindemitglieder (von insgesamt 187 Gliedern) zum Kriegsdienst eingezogen.
1927 zählte der Gemeindebezirk – einschließlich der 106 Bethanien-Diakonissen – 405 Mitglieder und Probemitglieder.
Die Chronik berichtet: Für die Zukunft hat unser Werk gute Aussicht. Eppendorf und die angrenzenden Stadtteile sind ein großes und dabei vielversprechendes Missionsfeld. Gewiß ist der Boden ein harter, aber der Herr, der uns hierher gestellt hat ist mit uns und hilft uns siegen.